# Пуриха
Пуриха — деревня в Дмитровском районе Московской области, в составе городского поселения Дмитров. Население — 4 чел. (2010). До 2006 года Пуриха входила в состав Ильинского сельского округа.

## Расположение
Деревня расположена в центральной части района, примерно в 8 км юго-восточнее Дмитрова, на левом берегу реки Талица (правый приток Яхромы), высота центра над уровнем моря 192 м. Ближайший населённый пункт — село Ильинское в 1,5 км на запад.

## Население
| 2002 | 2006 | 2010 |
| ---- | ---- | ---- |
| 1    | →1   | ↗4   |